# 大ヶ生金山
大ヶ生金山（おおがゆうきんざん）は、岩手県紫波郡乙部村大ヶ生（現・盛岡市大ヶ生）に存在した金の鉱山。大萱生鉱山とも。

## 概要
奥州合戦後に領地を与えられた鎌倉御家人・河村秀清の後裔を称した高水寺城主斯波氏家臣・大萱生氏が採掘を手掛けていたとされ、明治時代になって秋田県の細川氏がその旧坑を見つけて採掘を再開したが、経営は思うようにいかずに幾度となく経営者が変わった。村上氏の経営に移ると大断層の先でついに金鉱脈に着脈し、その後住友合資会社に経営が移ると最盛期を迎え、大生坑、明星坑、永楽坑など多数の坑道が掘られた。最高品位Au80g/tを誇り、最高で年間80kgを超える金を生産していたとされる。なかでも大生坑、萬寿坑は大ヶ生金山最盛期の主要坑道である。
昭和15年（1940年）には新たに宝生坑が開坑したが、その三年後の昭和18年（1943年）、太平洋戦争の激化による金山整備令によって多くの残鉱を残して休山、坑道は湧水で水没した。
鉱床は古生代塩基性岩類と前期白亜紀花崗岩類との境界付近に形成された熱水性含金銅石英脈からなる。鉱石は母岩の薄層を挟む乳白色緻密な石英で、褐鉄鉱に接して粒状及び箔状をなす自然金が存在する。銅は黄銅鉱、輝銅鉱、黒銅鉱として一部に濃集するのみで稼行に耐えるものではない。